# Devin Mullings
Devin Mullings (* 4. Oktober 1985 in Freeport) ist ein ehemaliger bahamaischer Tennisspieler.

## Leben
Mullings konnte weder auf der Future-Tour, noch auf der Profitour nennenswerte Erfolge erzielen. Im Einzel erreichte er mit Position 886 im August 2007 seine beste Notierung in der Tennisweltrangliste.
Bei den Olympischen Sommerspielen 2008 trat er im Einzel und im Doppel an. Als Ersatzspieler gelangte er ins Hauptfeld der Einzelkonkurrenz und verlor dort in der ersten Runde gegen den Argentinier Agustín Calleri mit 1:6, 1:6. Im Doppelfeld trat er gemeinsam mit Mark Knowles an. Sie trafen bereits in der Auftaktrunde auf die topgesetzten US-Amerikaner Bob und Mike Bryan, denen sie mit 2:6, 1:6 unterlegen waren.
Mullings spielte von 2002 bis 2014 für die bahamaische Davis-Cup-Mannschaft.
Sein letztes Profiturnier spielte er 2011.